# Zubrzyca Dolna

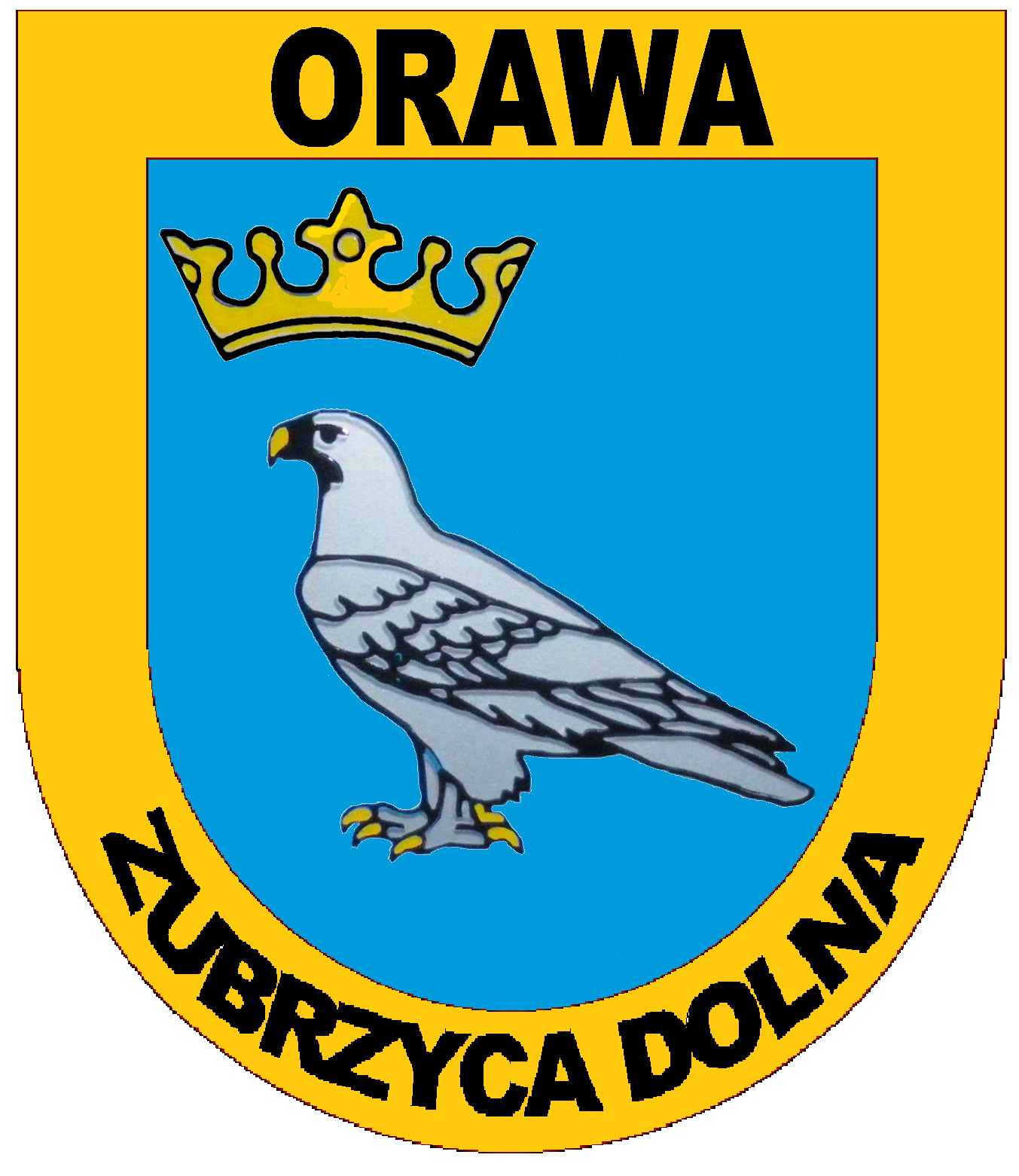
Logo Zubrzycy Dolnej

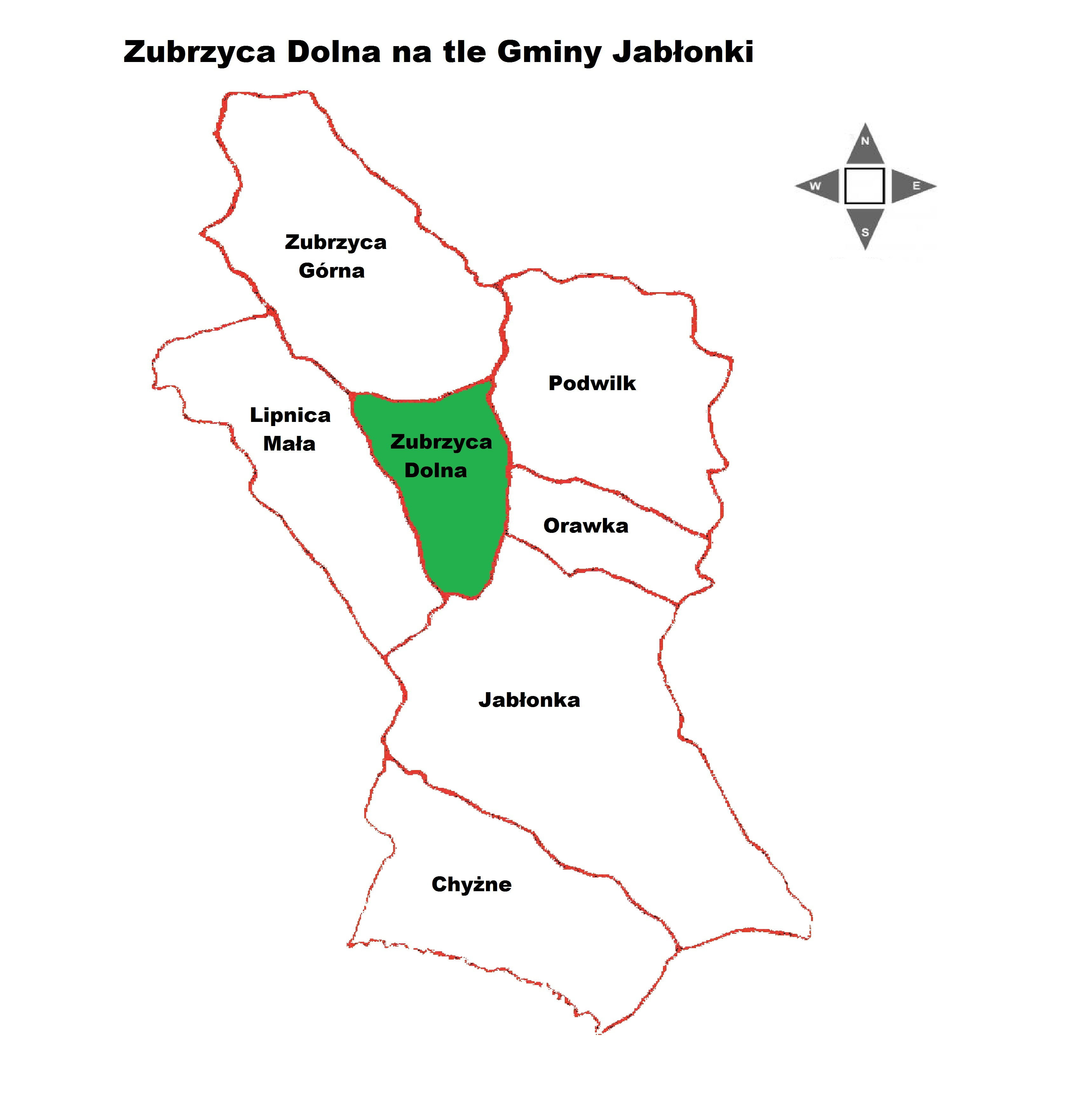
Zubrzyca Dolna na tle Gminy Jabłonki

Zubrzyca Dolna (węg.Alsózubrica, słow. Nižná Zubrica) – wieś w Polsce położona na południu Polski w województwie małopolskim, w powiecie nowotarskim, w gminie Jabłonka.

## Położenie
Wieś jest położona w środkowej części Gminy Jabłonka pomiędzy niewysokimi, połogimi i przeważnie bezleśnymi wzniesieniami. Miejscowość należy do krainy historycznej o nazwie Orawa. Przez miejscowość przepływa potok Zubrzycki, który należy do zlewiska Morza Czarnego, tak jak i pozostałe rzeki Orawy, a wieś położona jest wzdłuż niego.

## Historia
Wieś powstała w 1614 roku.

### Krótko o Zubrzycy Dolnej i Zubrzycy Górnej
Dzieje Zubrzycy Dolnej są ściśle związane z Zubrzycą Górną, m.in. nazwą „Zubrzyca”, najprawdopodobniej nazwa ta wzięła się od trawy, którą jadły żubry, a która rosła na tych terenach, inni uważają, że nazwa wzięła się od samych żubrów, ale nigdy nie udowodniono, by te zwierzęta tu żyły.
Zubrzyca (Zubricza – bez dodatkowego określenia położenia) została wymieniona po raz pierwszy w 1567 r. Niewykluczone jednak, że powstała nieco później, gdyż nie figuruje w oryginalnym spisie podatkowym z tego roku, lecz na osobnej, doklejonej karcie, sporządzonej prawdopodobnie ok. 1580 r. Rejestr podatkowy z 1604 r. podaje, iż są tu cztery domy, lecz nie wiadomo, czy dotyczy to Zubrzycy Górnej, czy Zubrzycy Dolnej.

### O Zubrzycy Dolnej
Pierwszym sołtysem Zubrzycy Dolnej był Wojciech Szyszka, który miał pod sobą 5 osiedleńców.

Wieś w 1609 r. nie płaciła jeszcze podatku. Dopiero w 1619 r. władający Zamkiem Orawskim Elżbieta Czobor i jej syn Emeryk Thurzo na prośbę sołtysa Wojciecha Szyszki udzielili mu i pozostałym mieszkańcom wsi Niznia Zubrycza ulg w podatkach i daninach.

W 1622 r. wymienia się nazwę wsi jako „Inferior Zubrica”, a dwa lata później: „Dolnia Zubrice”, w której oprócz osadnika (sołtysa) mieszkało 10 zagrodników. W 1659 r. mieszkało tu już 524 ludzi.

W 1683 r. po wojnach kuruckich liczba mieszkańców dramatycznie spadła a wieś była tak zrujnowana przez kwaterujące tu wojska oraz zniszczona nadmiernymi ciężarami, że wszystkie obrabiane kawałki gruntu stanowiły ledwo połowę posiadłości. Dla zapłacenia danin mieszkańcy zaciągali długi w Polsce. Dopiero XVIII w. sytuacja we wsi się poprawiła. W roku 1712 zasiedlone były 3 role.

Liczba ludności stopniowo rosła, w roku 1778 było już 436 mieszkańców.

W tym czasie były tu już 2 młyny, jeden z nich był naprzeciwko dzisiejszego kościoła obok potoka Zubrzyckiego, drugi w południowej części Zubrzycy, obecnie już ich nie ma, a 1800 r. został uruchomiony także browar zarządzany przez dyrektora państwa orawskiego, który jest niedaleko kościoła. Obecnie jest to prywatny opuszczony budynek. Mieszkańcy oprócz rolnictwa zajmowali się uprawą lnu i produkcją płótna.
5 listopada 1918 r. wieś została przyłączona do Polski. 28 listopada 1918 r. Dekretem Tymczasowego Naczelnika Państwa Józefa Piłsudskiego, przyjętym przez rząd ludowy Jędrzeja Moraczewskiego zarządzone zostały tu wybory powszechne do Sejmu Ustawodawczego na dzień 26 stycznia 1919 r. Przynależność do Polski potwierdziło 31 grudnia 1918 r. polsko-czechosłowackie porozumienie zawarte w Chyżnem wyznaczające przebieg tymczasowej granicy wprost od Babiej Góry do Tatr. Jednakże 13 stycznia 1919 r. na skutek sfingowanego rozkazu naczelnego wodza Sił Sprzymierzonych gen. Ferdynanda Focha, Wojsko Polskie otrzymało nakaz wycofania się z tego terenu i w jego miejsce wkroczyło wojsko czechosłowackie. 27 września 1919 r. Rada Ambasadorów zapowiedziało przeprowadzenie tu plebiscytu, i wiosną 1920 r. teren plebiscytowy (całość Górnej Orawy) znalazł się pod kontrolą Międzysojuszniczej Komisji Rządzącej i Plebiscytowej, ale do plebiscytu nie doszło. Decyzją Rady Ambasadorów z 28 lipca 1920 r. wieś powróciła w granice państwa polskiego.
Od 21 listopada 1939 r. do początku 1945 była okupowana przez Słowacje.

### Herb Zubrzycy Dolnej
Sołtysi Zubrzycy Dolnej uwierzytelniali wydawane przez siebie dokumenty pieczęcią.
W Muzeum Orawskim Podzamku zachowały się dwie takie stare pieczęcie z lat 1792 i 1805:
- Na pierwszej z nich widać ptaka, który stoi na jednej nodze, drugą podnosi w górę. Nad nim umieszczono koronę, a w otoku napis: „SIGLU: POS: DO: ZUBRI”. Jej średnica wynosi 26 mm.
- Na drugiej jest ptak w identycznej pozycji, tak samo, jak na pierwszej korona, a w otoku napis: „SIGILLUM: POS: DO: ZUBRI”

### Historia parafii
W czasach reformacji Zubrzyca Dolna podlegała ewangelickiej parafii w Jabłonce, a potem w Podwilku. Ludność była jednak całkowicie katolicka. Opiekę duszpasterską nad katolikami sprawowali księża z parafii orawczańskiej, a po 1787 r. z nowo utworzonej parafii w Zubrzycy Górnej. Jako samodzielna parafia zaczęła istnieć od 1989 r., kiedy to z inicjatywy zmarłego już ks. Ludwika Kołacza został wybudowany Kościół pod wezwaniem MB Szkaplerznej w Zubrzycy Dolnej, wybudowany został w latach 1982–1984, a konsekrowany w 2000 r.
We wsi znajdują się kamienne figury przydrożne, kapliczki wykonane w warsztacie kamieniarskim w Białym Potoku, najstarszym obiektem sakralnymi jest figura kamienna Trójcy Świętej z 1749 r. Warta wspomnienia jest też drewniana dzwonnica loretańska z początku XIX w., która odgrywała bardzo ważną rolę przed wybudowaniem kościoła, gdyż dzwoniono w niej na Anioł Pański, na rozpędzenie chmur burzowych oraz gdy we wsi był ogień, a także, gdy ktoś we wsi umarł. Jednym powodem, dla którego nie dzwoniono, było samobójstwo. Znajduje się ona naprzeciwko kościoła po drugiej stronie Potoka Zubrzyckiego, przy której jest stary cmentarz choleryków i dalej pełni swoją funkcję.

### Historia administracji
Od 23 grudnia 1920 r. Zubrzyca Dolna należała do gminy Zubrzyca Górna. Wkrótce jednak obszar powiatu spisko-orawskiego upodobniono do galicyjskiej części woj. krakowskiego, przez co gminy zbiorowe podzielono na gminy jednostkowe. Brak dokładnej daty przeprowadzenia tego podziału, lecz spis GUS:u wykazujący stan administracyjny na 30 września 1921 r., uwzględnia już gminy jednostkowe (gminę Zubrzyca Górna podzielono na gminy Zubrzyca Górna i Zubrzyca Dolna). 1 lipca 1925 r. zniesiono powiat spisko-orawski, a jego terytorium włączono do powiatu nowotarskiego. 1 sierpnia 1934 r. zniesiono gminy jednostkowe, a ich obszar włączono do nowo utworzonej zbiorowej gminy Jabłonka (Zubrzyca Górna i Zubrzyca Dolna).
W latach 1975–1998 miejscowość administracyjnie należała do województwa nowosądeckiego.

## Wieś współcześnie
Przez wieś przebiega droga wojewódzka nr 957.

## Kultura
We wsi jest używana gwara orawska, zaliczana przez polskich językoznawców jako gwara dialektu małopolskiego języka polskiego, przez słowackich zaś jako gwara przejściowa polsko-słowacka.

## Turystyka
Jest to spokojna malownicza miejscowość położona z dala od szlaków turystycznych u podnóża gór: Babiej Góry i Policy. Przy dobrej widoczności można zobaczyć Tatry.
Do głównych atrakcji turystycznych należy:
- Dzwonnica z XVIII w.

W sąsiedniej miejscowości w Zubrzycy Górnej:
- Babia Góra
- Orawski park etnograficzny, gdzie zgromadzono najcenniejsze zabytki budownictwa orawskiego.

## Ludzie związani z Zubrzycą Dolną

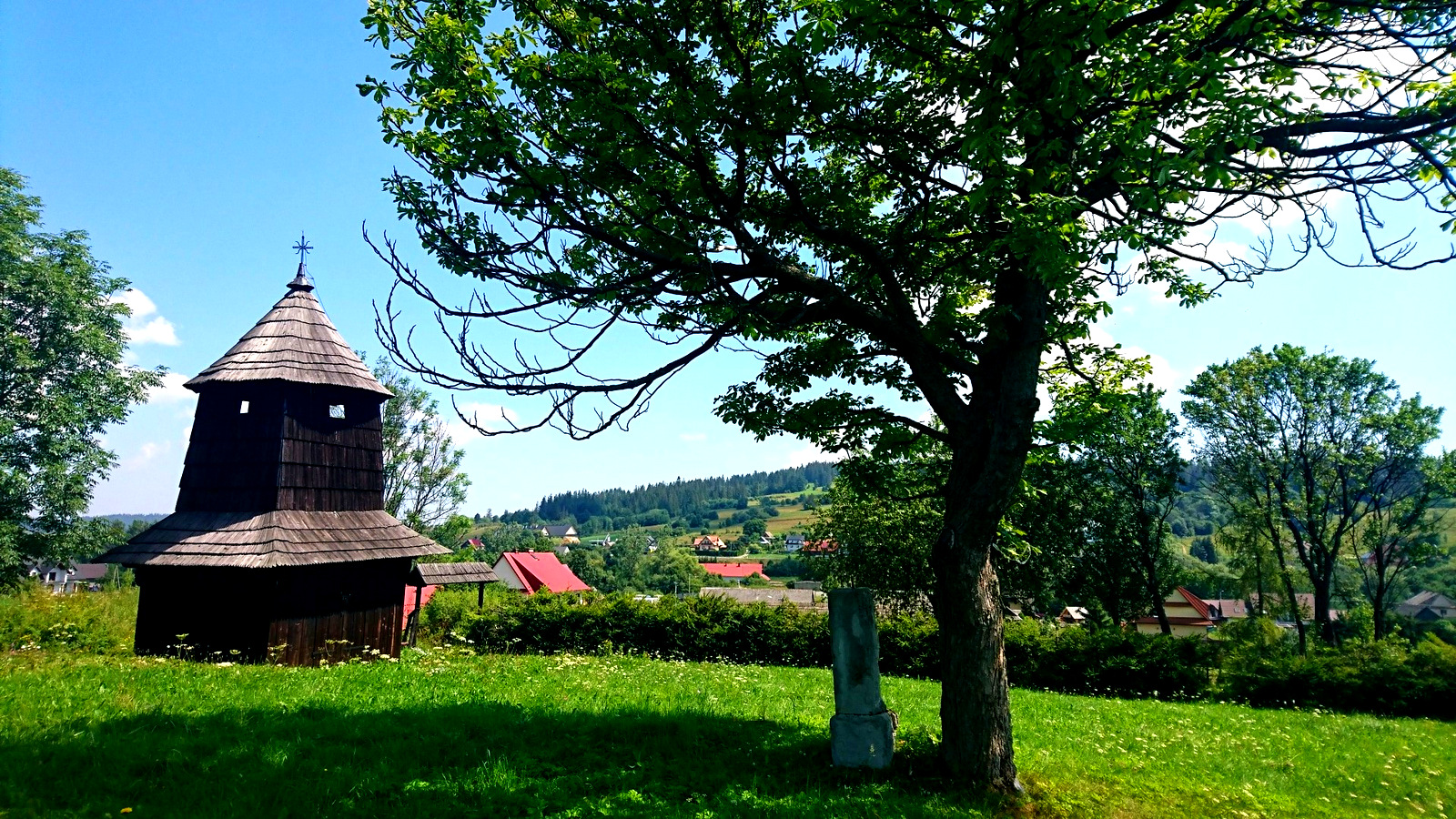
Dzwonnica loretańska w Zubrzycy Dolnej

- Dzwonnica loretańska w Zubrzycy DolnejMateusz Ziółko – polski piosenkarz, autor muzyki i tekstów
- Paweł Kidoń – mistrz świata basketball freestyle, pierwszy Polak grający w amerykańskiej ekipie Harlem Globetrotters[10]